# Marion Delorme
Marie de Lon, demoiselle de Lorme (også kaldet Marion de Lorme eller Marion Delorme, født 3. oktober 1613 i Paris, død 30. juni 1650 sammesteds) var en fransk kurtisane.
Hun var af adelig byrd. Hun var lige så letfærdig som smuk og åndrig, og hendes talløse galante forbindelser spiller en stor rolle i tidens skandalehistorie; at tælles blandt hendes tilbedere hørte til god tone. Mest berømt er hendes forhold til Cinq-Mars. I Frondens tid var hendes hus på Place Royale samlingsstedet for de fornemste frondører, navnlig prinserne af Condé og Conti; efter deres fængsling skulle hun også have været arresteret, men hendes pludselige Død hindrede det. Der dannede sig senere sagn om, at hun ikke var død, men havde haft en lang, bevæget livshistorie i England. Victor Hugo har gjort hende til heltinde i dramaet Manon Delorme; i Alfred de Vignys roman Cinq-Mars spiller hun en stor rolle.